# Cutt Off
Cutt Off — це четвертий сингл гурту «Kasabian» з однойменного дебютного альбому, який був виданий на початку 2005 року.
Пісня вийшла у січні 2004 року і швидко стала популярною, увійшовши до британського Тор-10, стала 8-ю піснею Kasabian за найбільшою кількістю продажів.

## Трек-лист

### Maxi CD
- PARADISE26

1. Cutt Off (Single Version) — 3:26
2. Processed Beats (Live Lounge version)
3. Out Of Space (Live Lounge version)
4. CD-Rom with Cutt Off video and Movement Gallery print-off poster

### Mini CD
- PARADISE25

1. Cutt Off (Single Version) — 3:26
2. Beneficial Herbs (Demo) — 3:53

### 10" Vinyl
- PARADISE27

1. Cutt Off (Single Version) — 3:26
2. Pan Am Slit Scan
3. Cutt Off (Mad Action Remix)